# Линија Елизабета
Линија Елизабета је железничка линија која превози путнике преко Великог Лондона и оближњих градова. Обавља услуге на наменској инфраструктури у централном Лондону од Велике западне главне линије западно од станице Падингтон до Abbey Wood и преко Вајтчепела до Велике источне главне линије у близини Stratford; дуж главне западне линије до Reading и аеродрома Хитроу на западу; и дуж Велике источне главне линије до Shenfield на истоку.
Систем је одобрен 2007., а изградња је почела 2009. Првобитно планиран за отварање 2018., пројекат је више пута одлаган. Услуга је сада названа по краљици Елизабети II, која је званично отворила линију 17. маја 2022. током своје платинасте године јубилеја; путнички саобраћај је почео 24. маја 2022.
Услугама линије Елизабета управља MTR под концесијом Транспорта за Лондон (ТфЛ). ТфЛ не сматра да је део својих других железничких услуга као што су лондонски метро или надземна железница. Сматра се да припада сопственој класи и Ојстер картица не важи за путовања до удаљених станица.

## Траса
Линија Елизабета иде на оси исток-запад преко региона Лондона. Има 41 станицу. У централном делу постоје петље са линијама лондонске подземне железнице, националне железнице и лаке железнице Доклендс .

## Почасти и награде
2024. линија Елизабета освојила је награду RIBA, и освојила Стирлингову награду за исту годину.